# Umeko Ando
Umeko Ando (安東 ウメ子, Andō Umeko) (20 novembre 1932 – 15 juillet 2004) est une chanteuse aïnoue et une joueuse de mukkuri. Sa participation au deuxième album d'Oki Kano, Hankapuy, l'a aidée à se faire connaître. Elle a enregistré plusieurs albums, dont son premier album solo, Ihunke, produit par Oki en 2001, qui a été salué par la critique et les artistes, et de nombreuses publications musicales au Japon l'ont déclaré meilleur album de musique du monde de l'année. Il a été suivi de son deuxième album studio, Upopo Sanke, en 2003, avec Chikar Studio, qui a attiré l'attention du monde entier.
Elle meurt d'un cancer le 15 juillet 2004 dans sa ville natale de Makubetsu, Hokkaido, à l'âge de 71 ans.
Elle apparaît à titre posthume sur la bande originale de Samurai Champloo avec sa chanson Pekambe Uk (ペカンベ ウㇰ). Le dix-septième épisode, Lullabies of the Lost, qui présentait cette chanson, était dédié à sa mémoire avec le message "Que son âme repose en paix" au générique de fin.